# Saprinus divergens
Saprinus divergens är en skalbaggsart som beskrevs av Rolf Martin Theodor Dahlgren 1967. Saprinus divergens ingår i släktet Saprinus och familjen stumpbaggar. Inga underarter finns listade i Catalogue of Life.